# دان سيغال
دان سيغال (بالإنجليزية: Dan Segal)‏ هو رياضياتي بريطاني، ولد في 26 أكتوبر 1947.